# Gideon Gadot
Pour les articles homonymes, voir Gadot (homonymie).
Gideon Gadot (en hébreu : גדעון גדות) est un journaliste et homme politique israélien, né le 1er avril 1941 à Bnei Brak (Palestine mandataire) et mort le 21 septembre 2012. Il est membre de la Knesset (Parlement) pour le Likoud de 1984 à 1992.

## Biographie
Gadot naît en 1944 à Bnei Brak, alors en Palestine mandataire. Il est le neveu d'Aryeh Ben-Eliezer (en). Il est scolarisé au lycée agricole Mikvé-Israël puis étudie la sociologie et la communication dans une université sud-africaine. Il rejoint le mouvement de jeunesse Betar en 1951. Il est membre de la direction nationale de l'organisation de 1965 à 1968. Il est émissaire du Betar durant ses études en Afrique du Sud.
Gadot est journaliste de Herut, Ha Yom et Yom Yom, avant de diriger la section de porte-parolat du parti Hérout de 1977 à 1982. De 1881 à 1996, il est président du conseil d'administration de Mifal HaPayis (en), la lotterie nationale israélienne.
Aux élections législatives de 1984, Gadot est élu à la Knesset sur la liste du Likoud, alors allié au Hérout et à d'autres partis de droite. Il est réélu en 1988 et est nommé vice-président du Parlement, fonction qu'il assume pendant quatre ans. Il perd son sièges aux élections de 1992.
Il meurt le 21 septembre 2012 à l'âge de 71 ans. Il est inhumé au cimetière cimetière Nahalat Yitzhak (en) de Tel Aviv le 23 septembre.